# Dying Light 2: Stay Human
Dying Light 2: Stay Human est un jeu vidéo d'action-RPG et survival horror développé et distribué par Techland, sorti sur Microsoft Windows, PlayStation 4, PlayStation 5, Xbox One, Xbox Series et Nintendo Switch (en version cloud) le 4 février 2022. Il fait suite à Dying Light, sorti en 2015.

## Système de jeu
Dying Light 2 est un jeu action-RPG en monde ouvert à la première personne dans un monde apocalyptique rempli d'infectés. Le jeu débute quinze ans après Dying Light, avec un nouveau protagoniste dénommé Aiden Caldwell, qui est pourvu de différentes compétences en parkour. Les joueurs peuvent effectuer des actions comme grimper des rebords, glisser, sauter sur des rebords et des murs pour parcourir la ville plus rapidement.
Le gameplay de Dying Light 2 est similaire à celui de Dying Light. Les joueurs ont des choix à faire pendant l’histoire, comme par exemple procéder au rétablissement de l’approvisionnement en eau pour les citoyens. Les bandits et les mercenaires qui contrôlent l’approvisionnement en eau et autres nécessités de base dans et autour de la ville constituent des menaces tout au long de l'aventure.

## Développement
Dying Light 2 est développé et publié par Techland. Il est annoncé à l'E3 2018 durant la conférence de presse de Microsoft. Square Enix distribuera le jeu et assurera les activités marketing en Amérique du Nord. Le 26 juillet 2019, le directeur technique Pawel Rohleder a révélé lors d'un entretien avec Wccftech que le jeu pourrait être un titre cross-gen.
Le 20 janvier 2020, Techland a annoncé que le jeu serait reporté jusqu'au printemps 2020 pour permettre du développement supplémentaire, bien qu'aucune date n'ait été annoncée.
Le jeu est initialement prévu pour le 7 décembre 2021, avant d'être repoussé au 4 février 2022,.